# 德川站 (平安南道)
德川站（韓語：덕천역）是朝鮮民主主義人民共和國平安南道德川市的一個鐵路車站，属于平德线和西仓线。

## 邻近车站
平德线
南德川站 - 德川站 - 乡元站
西仓线
德川站 - 西德川站